# Allotrichoma clypeatum
Allotrichoma clypeatum är en tvåvingeart som först beskrevs av Becker 1907.  Allotrichoma clypeatum ingår i släktet Allotrichoma och familjen vattenflugor. Inga underarter finns listade i Catalogue of Life.